# Cratichneumon amecus
Cratichneumon amecus là một loài tò vò trong họ Ichneumonidae.